# Lửng hôi Sunda
Lửng hôi Sunda (danh pháp khoa học: Mydaus javanensis) là một loài động vật có vú trong họ Chồn hôi, bộ Ăn thịt. Loài này được Desmarest mô tả năm 1820.
Đây là loài bản địa Indonesia và Malaysia. Chúng có thân dài 37–52 cm, nặng từ 1,3-3,6 kg. 
Chúng là loài ăn tạp và hoạt động về đêm. Phần động vật trong chế độ ăn của chúng bao gồm các vật không xương sống, trứng, và xác thối rữa. Vào ban đêm, chúng nhổ gốc cây khỏi đất yếu bằng mõm và móng vuốt, tìm kiếm sâu và côn trùng sống trong đất. Ban ngày, chúng ngủ trong hang ngắn dài ít hơn 60 cm, mà chúng có thể hoặc là đào chính mình hoặc cướp từ các động vật khác, chẳng hạn như nhím.

## Hình ảnh

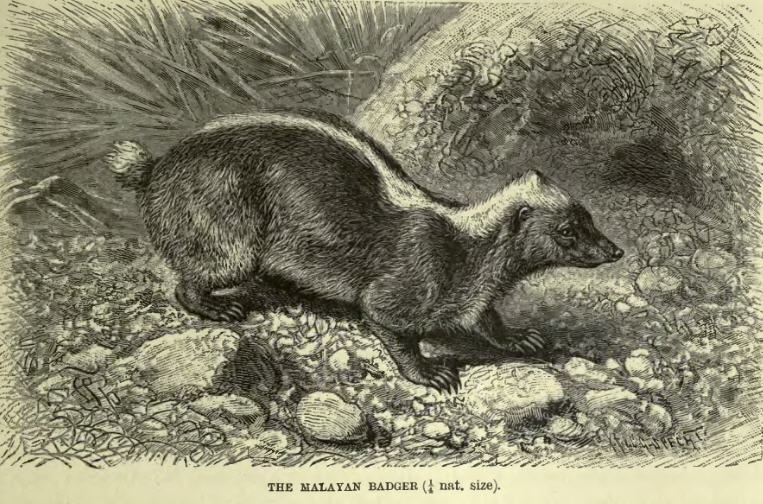